# Reginald Crummack
Reginald William "Rex" Crummack (Salford, Gran Manchester, 16 de febrer de 1887 - Stockport, Gran Manchester, 25 d'octubre de 1966) va ser un jugador d'hoquei sobre herba anglès que va competir a començaments del segle xx.
El 1920 va prendre part en els Jocs Olímpics d'Anvers, on va guanyar la medalla d'or com a membre de l'equip britànic en la competició d'hoquei sobre herba.